# François-Joseph Haas
Pour les articles homonymes, voir Haas.
François-Joseph Haas (15 mai 1778, Guebwiller - 23 février 1839, Belfort), est un homme politique français.

## Biographie
Négociant à Belfort, il devint président du tribunal de commerce et maire de la ville. Libéral avant 1820, il fut nommé receveur particulier des finances sous le ministère Decazes, mais il adhéra eu 1824 à la politique de Joseph de Villèle ; celui-ci favorisa son élection comme député, dans le 3e arrondissement du Haut-Rhin (Belfort), le 25 février 1824. Réélu contre Migeon, le 17 novembre 1827, il échoua le 23 juin 1830 face à Migeon. 
Durant la législature de 1824 à 1827, il vota avec les 300 dévoués à Villèle; mais, il se réunit, après 1827, à la fraction Agier, sans cependant voter l'adresse des 221. Les élections de juillet 1830 ne lui furent pas favorables; il ne rentra au parlement que le 5 février 1837, élu dans le 5e collège du Haut-Rhin (Belfort), face à M. Comte, directeur général des postes. 
Nommé receveur général, il dut se représenter devant ses électeurs, qui lui confirmèrent son mandat, le 4 novembre 1837. Il prit place parmi les ministériels, vota la loi de disjonction et mourut à la fin de la législature.